# 900
Раннє Середньовіччя •  Епоха вікінгів •  Золота доба ісламу •  Реконкіста

## Геополітична ситуація
У Візантії триває правління Лева VI. На підконтрольних франкам теренах існують Західне Франкське королівство, Східне Франкське королівство, Італійське королівство, Бургундія. Північ Італії належить Італійському королівству під владою франків, середню частину займає Папська область, герцогства на південь від Римської області незалежні, деякі області на півночі та на півдні належать Візантії, інші окупували сарацини. Піренейський півострів, окрім Королівства Астурія та Іспанської марки, займає Кордовський емірат. Північну частину Англії захопили дани, на півдні править Вессекс. Існують слов'янські держави: Перше Болгарське царство, Велика Моравія, Богемія, Приморська Хорватія, Київська Русь. Паннонію окупували мадяри.
Аббасидський халіфат очолює аль-Мутадід, халіфат втрачає свою могутність. У Китаї править династія Тан. Значними державами Індії є Пала, Пратіхара, Чола. В Японії триває період Хей'ан. На північ від Каспійського та Азовського морів існує Хозарський каганат.
На території лісостепової України в IX столітті літописці згадують слов'янські племена білих хорватів, бужан, волинян, деревлян, дулібів, полян, сіверян, тиверців, уличів. Частина цих племен платить данину Київській Русі. У Північному Причорномор'ї співіснують різні кочові племена, зокрема хозари, алани, тюрки, угри, печеніги, кримські готи. Херсонес Таврійський належить Візантії.

## Події
- 4 лютого — після смерті східнофранкського короля і римського імператора Арнульфа Каринтійського вельможі Східнофранкського королівства проголосили королем його сина, малолітнього Людовика Дитя. Він став останнім Каролінгом, що правив у Східнофранкському королівстві.
- Князь Капуанський Атенульф I захопив Беневенто.
- Венеційці відбилися від мадярів на острові Ріалто.
- Король Лотарингії Цвентибольд загинув на Маасі у битві з повсталими васалами.
- Після спустошливого рейду мадярів у Ломбардію місцева знать запросила на правління короля Провансу Людовика III. Він змусив війська Беренгара I Фріульського до втечі й був коронований королем Італії.
- Доцибіл I з Гаети уклав союз з сарацинами проти Капуї, але його наступ зазнав невдачі.
- Емір Трансоксанії Ісмаїл Самані задав поразки під Балхом Амру ібн Лейсу і захопив Хорасан. Через кілька місяців його війська підкорили Табаристан.
- Кармати Бахрейну здобули перемогу над військами Аббасидів.
- Візантія відновила наступ на Аббасидський халіфат.
- Вважається, що з 900 року розпочався посткласичний період цивілізацій Центральної Америки.
- Розпочався понтифікат Бенедикта IV.